# Elgorriaga
Elgorriaga település Spanyolországban, Navarra autonóm közösségben. Elgorriaga Sunbilla, Doneztebe és Ituren községekkel határos. Lakosainak száma 210 fő (2024).

## Népesség
A település népessége az elmúlt években az alábbi módon változott:
| Lakosok száma | 207  | 225  | 219  | 224  | 205  | 226  | 203  | 220  | 215  | 210  |
|               | 2001 | 2004 | 2007 | 2009 | 2012 | 2014 | 2017 | 2019 | 2022 | 2024 |